# Franz Bartschat

Franz Bartschat

Franz Bartschat (eigentlich Friedrich Franz Bartschat; * 18. April 1872 in Königsberg; † 28. Oktober 1952 in Brunsbüttelkoog) war ein deutscher Politiker (Fortschrittliche Volkspartei, Deutsche Demokratische Partei, Deutsche Staatspartei).

## Leben und Beruf

Eintrag der Geburt Franz Bartschats im evangelischen Kirchbuch Königsberg

Franz Bartschat war ein Sohn des Arbeiters Wilhelm Bartschat und dessen Ehefrau Anna, geborene Schüssler. Eine handschriftliche Zusatzbemerkung am oberen Rand des Eintrags (siehe Bild) kennzeichnet die Familie als beim zuständigen Amtsgericht registrierte Dissidenten-Familie. Die Eltern waren also zum Zeitpunkt der Eintragung keine Mitglieder der evangelischen Landeskirche. Die amtlichen Biographien aus der Zeit der Reichstagsmitgliedschaft weisen Franz Bartschat als „freikirchlich, protestantisch“ oder als „Baptist[en]“ aus.
Von 1878 bis 1885 besuchte Bartschat die Volksschule und im Anschluss daran die Königsberger Bürgerschule, die er 1886 absolvierte. Nach einer Ausbildung zum Klempner und dem sich anschließenden Gesellenjahr (1887–1891) begab er sich auf die für Handwerker traditionellen Wanderjahre, die ihn durch Hessen-Nassau, Westfalen und die Rheinprovinz führten.
Nach der Rückkehr in seine Heimatstadt vermählte sich Franz Bartschat im Jahr 1897 mit Elisabeth Lydia, geborene Pipereit (1875–1952). Ob aus der Ehe Kinder hervorgingen, ist bislang nicht bekannt. 1899 legte er die Meisterprüfung ab und machte sich selbständig. 1906 wählte man ihn zum Vorsitzenden des Innungsausschusses. In diesem Amt verblieb er bis 1924. 1912 wurde er in das Plenum der Handwerkskammer berufen, dessen stellvertretenden Vorsitz er 1918 übernahm. Von 1916 bis 1918 war er Vorstandsmitglied und von 1918 bis 1922 stellvertretender Vorsitzender der Königsberger Handwerkskammer. Wegen seiner Verdienste um das Handwerk ernannte man ihn 1925 zum Ehrenvorsitzenden des Innungsausschusses der vereinigten Innungen Königsbergs.
Zum örtlichen Vorsitzenden des Hansabundes für Gewerbe, Handel und Industrie wurde Franz Bartschat im Jahr 1919 gewählt. Der Hansabund war 1909 in Berlin gegründet worden und verstand sich als Gegengewicht zum konservativen und protektionistischen Einfluss des Bundes der Landwirte.

## Politische Laufbahn
Der politische Werdegang Franz Bartschats begann bereits in den ersten Jahren des 20. Jahrhunderts. 1904 wurde er Stadtverordneter in Königsberg und verblieb in diesem Amt bis 1925.
Im Kaiserreich gehörte der Klempnermeister der linksliberalen Fortschrittlichen Volkspartei an, deren Ortsgruppenvorsitzender er 1912 wurde. Bei der Reichstagswahl 1912 wurde er für den Reichstagswahlkreis Regierungsbezirk Königsberg 4 (Fischhausen-Königsberg-Land) in den Reichstag des Kaiserreiches gewählt, dem er bis 1918 angehörte. Für seine Partei errang er im zweiten Wahlgang über 54 Prozent der im Wahlkreis abgegebenen Stimmen. Als Mitglied des Reichstags wirkte er in folgenden Ausschüssen mit: Handel und Gewerbe, Gewerbeordnung, Lieferungswesen, Petitionen und Wohnungswesen. Im letztgenannten Ausschuss führte er den Vorsitz.
Im November 1918 vereinigte sich die Fortschrittliche Volkspartei mit Teilen der Nationalliberalen Partei zur Deutschen Demokratischen Partei (DDP). Zum Gründerkreis gehörte der Publizist Theodor Wolff sowie die Professoren Max Weber (1864–1920), Alfred Weber (1868–1958) und Hugo Preuß (1860–1925). 1919 kandidierte Franz Bartschat erfolgreich für die neugegründete Partei bei der Wahl zur verfassungsgebenden Nationalversammlung und war deren Mitglied bis zum Ende der Legislaturperiode.
Von 1920 bis 1930 war Franz Bartschat Mitglied des Reichstags in folgenden Wahlperioden:
- 1. Reichstag der Weimarer Republik von 1920 bis 1924
- 3. Reichstag der Weimarer Republik von 1924 bis 1928
- 4. Reichstag der Weimarer Republik ab 10. März bis Juni 1930 als Nachrücker für den DDP-Abgeordneten Willy Hellpach, der am 6. März 1928 sein Mandat aufgegeben hatte.

Bartschat gehörte innerhalb der DDP-Fraktion zum rechten Parteiflügel. Vor der Reichstagswahl 1930 vereinigte sie sich die DDP mit der Volksnationalen Reichsvereinigung und nannte sich fortan Deutsche Staatspartei (DStP). Sie behielt bis zur Selbstauflösung 1933 diesen Namen bei, obwohl die Reichsvereinigung die Zusammenarbeit relativ schnell wieder gekündigt hatte. Wahlplakate und Handzettel zeigen, dass Bartschat auch nach Juni 1930 für die DStP kandidierte, 1932 sogar als deren Spitzenkandidat. Ein erneuter Einzug in den Reichstag blieb ihm aber versagt.
In den Jahren 1929 bis 1933 war Franz Bartschat außerdem Mitglied im Provinziallandtag der Provinz Ostpreußen.
Nach dem Zweiten Weltkrieg kam er als Heimatvertriebener nach Schleswig-Holstein und ließ sich in Brunsbüttelkoog nieder. Für eine erneute politische Tätigkeit in der Nachkriegszeit konnte bislang kein Beleg gefunden werden.

## Veröffentlichungen (Auswahl)
- Die Geschichte der Königsberger Klempner-Innung in den letzten drei Jahrhunderten (gemeinsam mit Gustav Liessmann). Ostdeutsche Verlags Anstalt, Königsberg in Ostpreußen o. J. [1937?]